# Oceanborn
《Oceanborn》是芬兰交响金属乐队夜愿的第二张专辑，其于1998年12月在芬兰发行，1999年春在世界范围发行。《Oceanborn》在芬兰售出超过68,000份。

## 背景
据托马斯·霍洛帕尼称，在“并没有打算作为正式唱片的”的首张专辑发行后，乐队有了雄心，他补充到，“那发生几近偶然，因而我们决定全力投入将《Oceanborn》做好”。在2008年《ang!》的采访中，他回忆到：
当它录制时，我们都是业余爱好者。我们并不真正知道我们在做什么，所以我们只是尝试了很多不同的东西，我们甚至使用了糟糕透顶的弦乐三重奏，然后是小提琴，再然后是顶部小提琴。因此，我们以20首小提琴曲目结束了《Moondance》，因为我们还没有这样做过，而且我们不知道我们在做什么！这是一个漂亮的专辑，而我也认为这是我们最好的一个，因为你可以听到尝试所有这些新事物的兴奋。奇怪的是这似乎成了一个突破性的专辑，因为在当时音乐是如此有趣。这是真正的歌剧，你看图片时，它们看起来相当恐怖。
据《Kerrang!》称，皇家阿尔伯特音乐厅只是夸张，《Oceanborn》实际上是在一所芬兰学校录制的。

## 风格
这张专辑在音乐角度标志着音乐风格从《Angels Fall First》的民谣风格产生了明确变化，展示了一个的节奏更快的，使用谐波吉他/键盘引导和和双重低音鼓的更夸张的力量金属风格。《Oceanborn》的声音在总体音乐角度加入了更戏剧性的方式，其中大多转移到了交响键盘和主唱塔雅·图伦尼的声音上。专辑的大部分歌曲是以幻想为主题的，如《Swanheart》和《Walking in the Air》，封面来自动画式图片《雪人》；然而，其他歌曲，如《Gethsmane》更有宗教的感觉。此外还有如《Devil & the Deep Dark Ocean》的戏剧性曲目。《Oceanborn》是他们声音最低沉的专辑，在歌曲《The Pharaoh Sails to Orion》和《Devil & the Deep Dark Ocean》重使用了Tapio Wilska的死嗓。

## 现场演出
自专辑发行后《Sacrament of Wilderness》一直是音乐会中爱好者最喜欢的音乐，歌曲也经常被演唱。《Sleeping Sun》和《Walking in the Air》经常在节目上演唱，但是《Stargazers》在2005年图伦尼被解雇后就不再演唱。《Walking in the Air》在2009年9月19日哈特瓦尔体育馆的演出中回到了现场歌单，这次是由新主唱Anette Olzon作为原音歌曲演唱。

## 曲目列表
| 曲序 | 曲目                                              | 词曲                        | 时长 |
| ---- | ------------------------------------------------- | --------------------------- | ---- |
| 1.   | Stargazers（原题“Aztecs”）                        | Tuomas Holopainen           | 4:28 |
| 2.   | Gethsemane                                        | Holopainen & Emppu Vuorinen | 5:22 |
| 3.   | Devil & the Deep Dark Ocean（feat. Tapio Wilska） | Holopainen                  | 4:46 |
| 4.   | Sacrament of Wilderness（首个单曲）               | Holopainen & Vuorinen       | 4:12 |
| 5.   | Passion and the Opera（广告单曲）                 | Holopainen & Vuorinen       | 4:50 |
| 6.   | Swanheart                                         | Holopainen                  | 4:44 |
| 7.   | Moondance（器乐曲）                               | Holopainen                  | 3:31 |
| 8.   | The Riddler                                       | Holopainen & Vuorinen       | 5:16 |
| 9.   | The Pharaoh Sails to Orion（feat. Tapio Wilska）  | Holopainen                  | 6:26 |
| 10.  | Walking in the Air（Howard Blake封面）            | Howard Blake                | 5:31 |
| 11.  | Sleeping Sun（附加歌曲）                          | Holopainen                  | 4:05 |
| 12.  | Nightquest（日本碟附加歌曲）                      | Holopainen & Vuorinen       | 4:17 |

## 销售与认证
| 国家 | 唱片销售认证 |
| ---- | ------------ |
| 芬兰 | 2x白金唱片   |

## 人员
| 乐队 - Tarja Turunen - 主唱 - Tuomas Holopainen - 键盘 - Emppu Vuorinen - 主吉他 - Sami Vänskä - 低音吉他 - Jukka Nevalainen - 鼓和打击乐器组 | 主要职员 - Tero Kinnunen - 声音工程师 - Mikko Karmila - 混音 - Mika Jussila - 母带工程师 - Maria Sandell - 封面 |

| 邀请 - Tapio Wilska - 男声 - Esa Lehtinen - 长笛 - Plamen Dimov & Kaisli Kaivola - 小提琴 - Markku Palola - 中提琴 - Erkki Hirvikangas - 大提琴 |